# THINK C
THINK C — расширение ANSI C для Mac OS, разработанное компанией THINK Technologies. При первоначальном релизе в середине 1986 года называлось Lightspeed C, но позже было переименовано в THINK C. Позднее THINK Technologies была куплена Symantec Corporation, но, несмотря на этом, разработку продолжил первоначальный автор, Михаэль Кал. Версия 3 и последующие версии по существу являлись подмножествами C++ и поддерживали основные концепции объектно-ориентированного программирования, такие как одиночное наследование и расширения стандарта языка C для приведение в более близкое соответствие требованиям программирования под Mac OS. После 6-й версии средства ООП были расширены до полной реализации C++, после чего продукт переименовали, и 7-я и 8-я версии носили название Symantec C++, и разрабатывались разными авторами.
THINK C (и позднее Symantec C++) содержало библиотеку классов и фреймворк для программирования на Macintosh, называвшийся THINK Class Library, который очень широко использовался для разработки приложений для Macintosh.
Интегрированная среда разработки Lightspeed/THINK C была достаточно известной, хотя считалась не настолько передовой как родственный ей продукт THINK Pascal. Она считалась стандартным окружением, в то время как Macintosh Programmer's Workshop (MPW) считалась переоценённым нишевым продуктом, и большинство приложений для Macintosh в течение многих лет разрабатывалось в ней. С переходом Macintosh с архитектуры m68k на PowerPC, Symantec утратила прежние позиции, и конкурирующий продукт CodeWarrior от компании Metrowerks занял доминирующее место на рынке средств разработки для Macintosh.
Несмотря на спад популярности своей IDE, Symantec в конце концов была выбрана компанией Apple для разработки компиляторов C/C++ следующего поколения для MPW в виде Sc/Scpp для m68K параллельно MrC/MrCpp для PowerPC. Они оставались стандартными компиляторами до появления Mac OS X, в которой их сначала заменил происходивший из NeXT Project Builder и его последователь Xcode. Впоследствии Symantec ушла с рынка средств разработки.